# Бгріґу
Бгріґу (санскр. भृगु, bhṛgu IAST від кореня bhrāj IAST, «палати», «сяяти») — у ведичній та індуїстській міфології мудрець, один із семи великих ріші. Серед родоначальників джйотіш у першу чергу слід згадати Бгріґу, про якого Шрі Крішна сказав: «Серед великих мудреців Я — Бгріґу» (Бгаґавад-Ґіта, глава 10, текст 25). У «Ріґведі» ім'я Бгріґу також вживається в множині і означає групу божественних істот, які передали небесний вогонь (Аґні) людям (I 60, 1; 58, 6 та інші). Іноді Бгріґу в «Ріґведі» називають одне з племен. Також у тій же «Ріґведі» і в пізнішій літературі Бгріґу розглядаються як жрецький рід, що встановив жертвоприношення на вогні, а засновником цього роду вважається мудрець Бгріґу. Друга мандала Ріґведи вважається написаною Грітсамадою з роду Бгріґу.
Існує кілька версій його народження. За першою версією Бгріґу народився зі шкіри Брахми, за другою — із сім'я Праджапаті, яке він впустив у вогонь як жертвоприношення Варуні, що виховав його разом з дружиною — Каршані, за третьою — він син самого Варуна (Шат.-бр. XI 61, 1), за четвертою — батьком Бгріґу був Ману, який передав своєму синові космогонічне вчення, а той — людям (Мбх. XII 182—192). Оселя Бгріґу, за переказами, розташована на горі Бгріґутунга, що розташована в Непалі на східному березі річки Ґандакі.
Слово «Бгріґу» в індуїстській міфологічній традиції має незаперечний авторитет. В одному з варіантів міфу про Нахуші саме Бгріґу перетворює його своїм прокляттям у змію і скидає з неба (Мбх. XIII 100). Бгріґу також проклинає Вішну, коли той стинає голову дружину Бгріґу — Пулому, яка надала притулок асурам; через це прокляття Вішну був приречений сім разів народитися серед смертних і в одному з цих народжень у вигляді Рами розлучитися зі своєю дружиною Сітою (Падма-пур. V 13; Рам. VII 51). Бгріґу ж повернув свою дружину Пулому до життя.
«Падма-пурана» пов'язує з ім'ям Бгріґу міф про проголошення Вішну верховним богом. Згідно з цим міфом, ріші, які зібралися для жертвоприношення, вступили в суперечку щодо того, хто з богів найвищий. Розв'язати її взявся Бгріґу. Спочатку він відправився до Шиви, але не був допущений до нього, позаяк Шива займався в цей час коханням зі своєю дружиною. За це Бгріґу позбавляє його покладених жертв і змушує прийняти форму лінгаму. Далі Бгріґу йде до Брахми, але Брахма не віддає мудрецю належних почестей, і Бгріґу відмовляє йому в шануванні з боку брахманів. Нарешті він йде до Вішну, застає його сплячим, і ставить йому на груди ногу, щоб розбудити. Вішну не тільки не гнівається, але смиренно розтирає ногу мудреця руками. Тоді Бгріґу проголошує Вішну єдиним богом гідним вшанування решти богів і у людей.
Бгріґу був одним з головних жерців на жертвоприношенні Дакши. За однією з версій він був убитий, за іншою — його борода була вирвана Шивою.

## Нащадки Бгріґу
Бгріґу є засновником роду, члени якого називаються Бгарґава (Бгріґуїди). Багато з них стали відомими воїнами чи мудрецями. На думку В. С. Суктханкара, підтриманому Р. П. Голдманом, саме Бгарґава виступили «редакторами» Магабгарати у дусі брахманістської традиції, надавши їй сучасного вигляду шляхом залучення традиційних сюжетів, у тому числі й безлічі легенд, які прославляють самих Бгарґава.
У Бгріґу найвідомішим сином є Шукра (Ушанас), який був наставником асурів і ідентифікувався з планетою Венера. Також серед його нащадків царі, Парашурама, Сагара і мудрець Аурва. Останній, розлютившись на кшатріїв, які хотіли знищити всіх нащадків Бгріґу, своїм гнівом мало не спалив весь всесвіт.
У Пуранах говориться, що Бгріґу двічі мав потомство і в кожному випадку він починав з них новий рід. Перше потомство: у Бгріґу, сина Брахми, і його дружини Кх'яті народилися дочка Лакшмі (дружина Вішну) і три сини — Дхатар (Дхатрі), Відхатар (Відхатрі), Каві. Друге потомство: Бгріґу, вже як син Варуни, одружився з Пулом, яка народила йому шістьох дітей. Це - Бгут, Ч'явані, Ваджрашірша, Шучі, Шукра і Шавала.
В Індії є також Бгріґу-тіртха — місце, де Бгріґу своїм подвижництвом і через тапас домігся благовоління бога Шиви, який і зробив це місце святинею. За «Падма-пураною» Брахма та інші боги і кіннари повинні омиватися в ній. Всі гріхи змиваються в цій тіртха і той, хто омиється в ній, потрапить на небеса і не буде більше народжуватися.